# Porphyrorhegma fortunata
Porphyrorhegma fortunata är en fjärilsart som beskrevs av Munroe 1961. Porphyrorhegma fortunata ingår i släktet Porphyrorhegma och familjen Crambidae. Inga underarter finns listade i Catalogue of Life.